# Maxine Audley
Maxine Audley, född 29 april 1923 i London, död 23 juli 1992 i samma stad, var en brittisk skådespelerska.

## Rollista i urval
- 1948 – Anna Karenina
- 1957 – En kung i New York
- 1957 – Prinsen och balettflickan
- 1958 – Dunkerque – helvetesstranden
- 1958 – Vikingarna
- 1959 – Vår man i Havanna
- 1960 – Gröna nejlikan
- 1960 – Peeping Tom – en smygtittare
- 1964 – I giftigaste laget
- 1968 – Brudar på hjärnan
- 1976 – Månbas Alpha (TV-serie) (1 avsnitt)
- 1991 – I mördarens spår (TV-serie) (1 avsnitt)